# Ministeri de Finances d'Angola
El Ministeri de Finances d'Angola (portuguès: Ministério das Finanças de Angola, MINFIN) és un gabinet ministerial del govern d'Angola. Té el seu origen en 1976, i fou creat per tal de substituir a la Direcção dos Serviços de Fazenda e Contabilidade del període colonial portuguès. L'actual ministre de finances és Archer Mangueira.

## Missió
La missió del Ministeri d'Hisenda és "promoure l'ús dels recursos públics d'una manera eficaç i eficaç en interès del desenvolupament sostingut, dins l'interès nacional i la integració regional, en un marc d'estabilitat macroeconòmica, promoure i estimular l'activitat econòmica en condicions de mercat competitives promoure la distribució equitativa de la redistribució de l'ingrés nacional mitjançant l'aplicació de polítiques fiscals i els ingressos i els preus correctius."

## Llista de Ministres de Finances
| Ministre                           | Partit | Des de                | Fins                  |
| ---------------------------------- | ------ | --------------------- | --------------------- |
| Saidy Vieira Dias Mingas           |        | Novembre 1975         | Maig 1977             |
| Ismael Gaspar Martins              |        | Agost 1977            | Agost 1982            |
| Agosto Teixeira Jorge de Matos     |        | Agost 1982            | Juny 1990             |
| Aguinaldo Jaime                    |        | Juny 1990             | Abril 1992            |
| Mário de Alcântara Monteiro        |        | Abril 1992            | Desembre 1992         |
| Salomão José Luheto Xirimbimbi     |        | Desembre 1992         | Febrer 1993           |
| Manuel Carneiro                    |        | Febrer 1993           | Març 1994             |
| Álvaro Arnaldo Craveiro            |        | Març 1994             | Maig 1995             |
| Agosto da Silva Tomás              |        | Maig 1995             | Març 1996             |
| Mário de Alcântara Monteiro        |        | Març 1996             | Juny 1999             |
| Joaquim D. C. David                |        | Juny 1999             | Octubre 2000          |
| Júlio M. V. Bessa                  |        | Octubre 2000          | Desembre 2002         |
| José Pedro de Morais               |        | Desembre 2002         | Octubre 2008          |
| Eduardo Leopoldo Severim de Morais |        | Octubre 2008          | Febrer 2010           |
| Carlos Alberto Lopes               |        | Febrer 2010           | Maig 2013             |
| Armando Manuel                     |        | Maig 2013             | 5 de setembre de 2016 |
| Archer Mangueira                   |        | 5 de setembre de 2016 | Present               |